# Юрченко, Николай Иванович
Никола́й Ива́нович Ю́рченко (27 ноября 1918 года — 8 февраля 1945 года) — советский офицер-танкист, Герой Советского Союза (1945, посмертно), участник Великой Отечественной войны капитан.

## Биография
Николай Иванович Юрченко родился 27 ноября 1918 года в деревне Городенка Каинского уезда Томской губернии (ныне Татарского района Новосибирской области) в крестьянской семье. По национальности русский. Окончил семилетнюю школу и курсы механизаторов. Работал комбайнёром.
В 1939 году был призван в РККА и проходил срочную службу на Дальнем Востоке.
После начала Великой Отечественной войны прошёл учёбу в Ульяновском танковом училище и закончил его в 1942 году, а уже с августа 1942 года на фронте в действующей армии. Воевал в должности командира танкового взвода на Ленинградском фронте. 3 августа 1943 года получил ранение.
После излечения вернулся в строй в должности командира танковой роты 124-го отдельного танкового полка 54-й армии Волховского фронта. В 1944 году полк воевал в составе 21-й и 2-й ударной армий Ленинградского фронта. Участник обороны Ленинграда, Ленинградско-Новгородской, Выборской, Таллинской наступательных операций. В октябре 1943 года был повторно ранен. В декабре 1944 года полк был передан в состав 52-й армии 1-го Украинского фронта.
Особенно отличился капитан Н. И. Юрченко в боях Висло-Одерской наступательной операции. Командир танковой роты 124-го отдельного танкового полка 52-й армии 1-го Украинского фронта Н. И. Юрченко в ходе операции, 12 января 1945 года, участвовал в прорыве обороны противника в районе населённых пунктов Стари — Солец — Руда (юго-восточнее города Хмельник, Польша). В течение суток танкисты прорвались на 15 километров вглубь обороны врага, уничтожив пять дзотов, восемь орудий и до восьмидесяти солдат противника. Далее, за две недели боёв, танкисты роты под командованием Юрченко прошли свыше 250 километров. Было форсировано 6 рек, прорваны 3 тыловых рубежа обороны, освобождены города Петшен, Бернштатд, Родомыско и ещё шесть населённых пунктов. Противнику был нанесен большой урон.
Выйдя на реку Нида, Юрченко немедленно приступил к подготовке её форсирования. Переправа была организована из подручных средств и выполнена стремительно, на занятом плацдарме завязался бой, в ходе которого было уничтожено 18 артиллерийских орудий, 6 штурмовых орудий, один танк, 14 миномётов, 30 пулемётов, 8 дзотов, 3 обоза и 580 солдат и офицеров противника.
За эти подвиги 27 января 1945 года командир полка представил Николая Ивановича Юрченко к званию Героя Советского Союза.
Пока представление к высшему званию СССР проходило свой путь по вышестоящим штабам, сражения продолжались. В первый день Нижне-Силезской наступательной операции войск 1-го Украинского фронта при прорыве немецкой обороны в районе города Любен капитан Н. И. Юрченко был несколько раз ранен. Он не вышел из боя и погиб при очередной атаке.
Похоронен в городе Болеславец (Польша) на мемориале советских воинов-освободителей рядом с памятником великому русскому полководцу М. И. Кутузову.
За мужество и героизм, проявленные на фронте борьбы с немецко-фашистскими захватчиками, Указом Президиума Верховного Совета СССР от 10 апреля 1945 года капитану Юрченко Николаю Ивановичу присвоено звание Героя Советского Союза.

## Награды
- Герой Советского Союза (10.04.1945;
- орден Ленина (10.04.1945);
- два ордена Красного Знамени (14.10.1943, 30.07.1944);
- орден Отечественной войны I степени (27.02.1945);
- медаль «За оборону Ленинграда» (вручена в 1943).

## Память
- На родине Героя, в деревне Городенка, в 2005 году установлен бюст.